# Медицинская информатика
Медицинская информатика (информатика здравоохранения) — область науки и инженерного дела, целью которой является разработка методов и технологий для сбора, обработки и изучения данных о пациентах, которые могут поступать из различных источников и условий, таких как электронные медицинские карты, результаты диагностических исследований, медицинские сканы.
Область здравоохранения предоставляет чрезвычайно широкий спектр проблем, которые можно решить с помощью вычислительных методов.
Медицинская информатика — это спектр междисциплинарных областей, который включает изучение проектирования, разработки и применения вычислительных инноваций для улучшения медицинского обслуживания.
Задействованные дисциплины объединяют области медицины с вычислительными областями, в частности компьютерную инженерию, программную инженерию, информационную инженерию, биоинформатику, био-вдохновленные вычисления, теоретическую информатику, информационные системы, науку о данных, информационные технологии,автономные вычисления и поведенческую информатику. В высших учебных заведениях, исследования в области медицинской информатики сосредоточены на применении искусственного интеллекта в здравоохранении и проектировании медицинских устройств на основе встроенных систем. В некоторых странах термин «информатика» также используется в контексте применения библиотековедения к управлению данными в больницах.
«Клинические информатики» — это квалифицированные специалисты в области здравоохранения и социальной защиты, а «клиническая информатика» является специализацией в рамках нескольких медицинских специальностей.

## Предметные области информатики здравоохранения

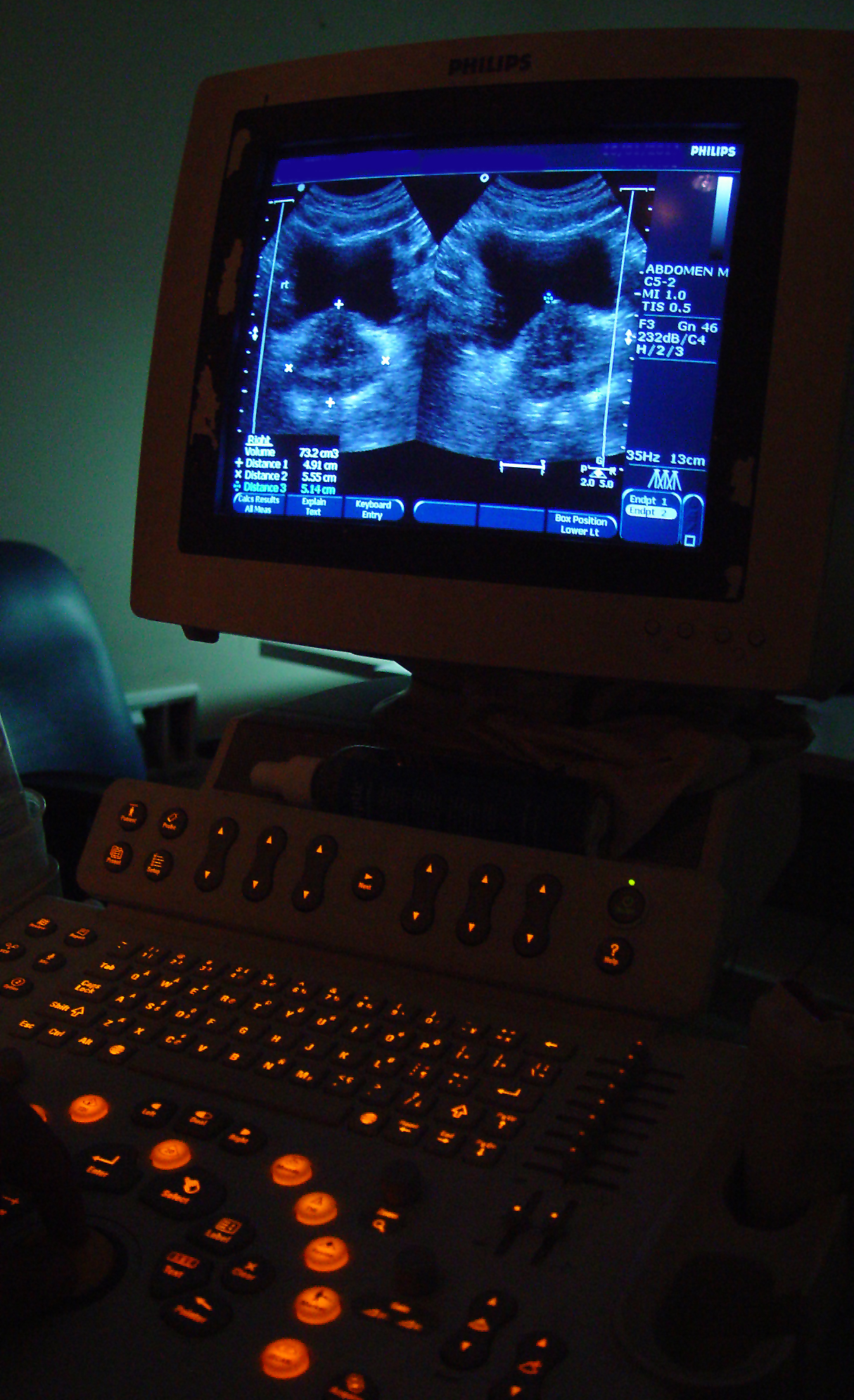
Примером применения информатики в медицине является информатика биоизображения.

Ян Х. ван Беммель описал медицинскую информатику как теоретические и практические аспекты обработки информации и коммуникации, основанные на знаниях и опыте, полученных в результате процессов в медицине и здравоохранении.

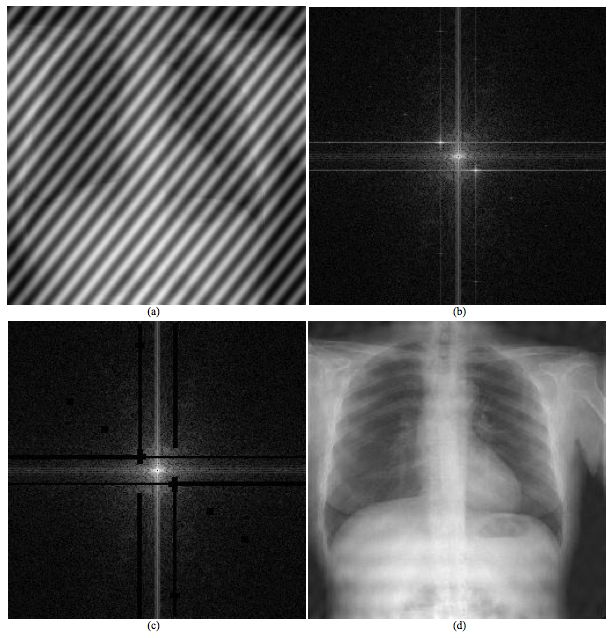
Пример того, как 2D-преобразование Фурье может быть использовано для удаления нежелательной информации из рентгеновского снимка.

Факультет клинической информатики определил шесть высокоуровневых областей основной компетенции для клинических информатиков:
- Здоровье и благополучие на практике
- Информационные технологии и системы
- Работа с данными и аналитическими методами
- Стимулирование человеческих и организационных изменений
- Принятие решений
- Ведущие команды и проекты в области информатики.

### Инструменты для поддержки практикующих врачей
Специалисты по клинической информатике используют свои знания об уходе за пациентами в сочетании с пониманием концепций, методов и инструментов информатики здравоохранения:
- оценить потребности в информации и знаниях медицинских работников, пациентов и их семей.
- характеризовать, оценивать и совершенствовать клинические процессы,
- разрабатывать, внедрять и совершенствовать системы поддержки принятия врачебных решений, а также
- руководить или участвовать в закупках, настройке, разработке, внедрении, управлении, оценке и постоянном совершенствовании клинических информационных систем.

Врачи сотрудничают с другими специалистами в области здравоохранения и информационных технологий в разработке инструментов медицинской информатики, которые способствуют безопасному, действенному, своевременному уходу за пациентами, ориентированному на пациента и справедливому. Многие клинические информатики также являются специалистами по информатике.
Разочарование, испытываемое многими практикующими врачами, описано в книге «Почему врачи ненавидят свои компьютеры».

### Телемедицина и телемедицинское обслуживание
Смотрите также: Телемедицина

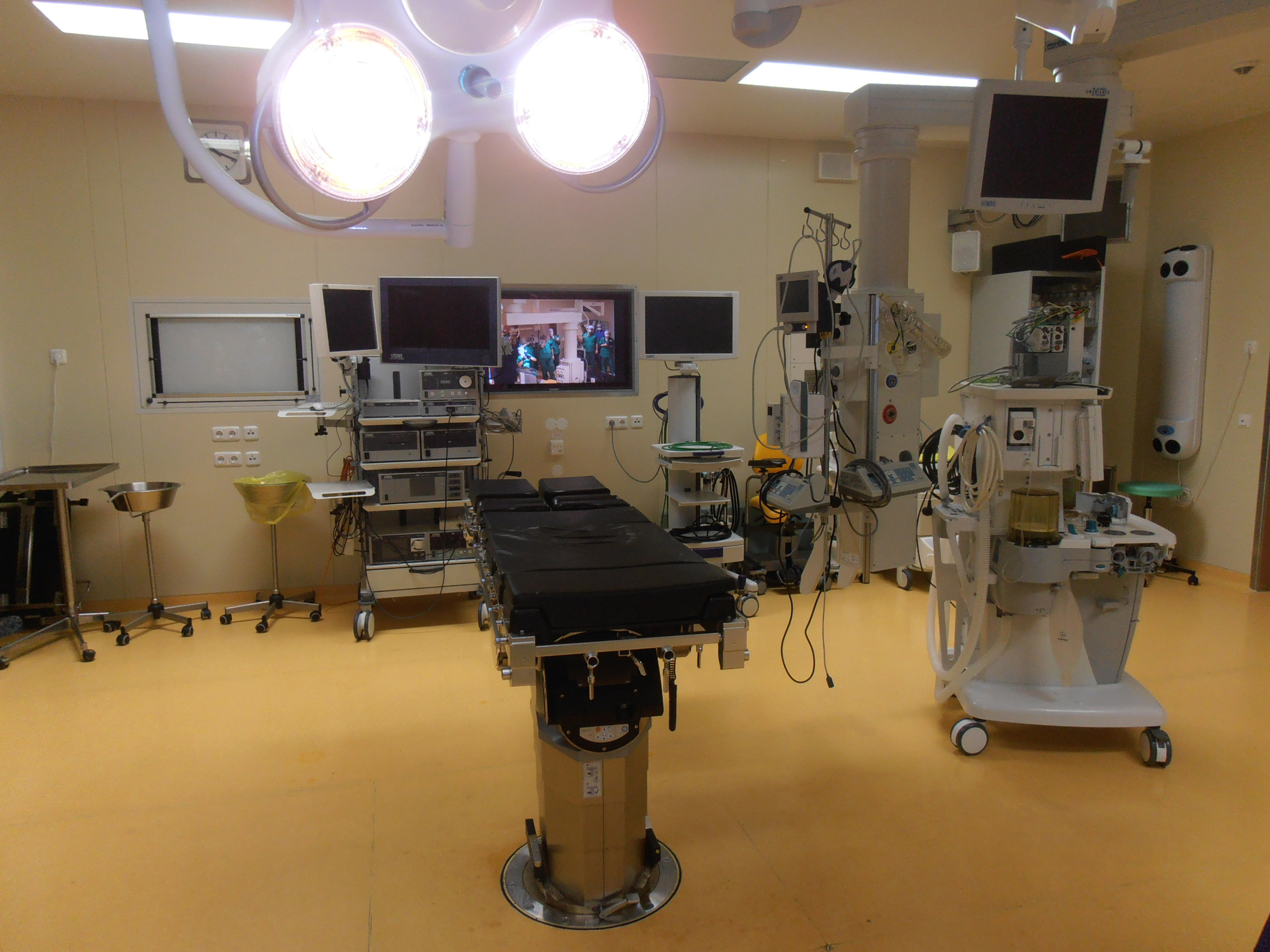
Система телемедицины. Федеральный центр нейрохирургии в Тюмени, 2013

Телемедицина — это распространение услуг и информации, связанных со здоровьем, с помощью электронных информационных и телекоммуникационных технологий. Это позволяет осуществлять дистанционный контакт с пациентом и клиницистом, уход, консультации, напоминания, обучение, вмешательство, мониторинг и удаленную госпитализацию. Телемедицина иногда используется как синоним или в более ограниченном смысле для описания удаленных клинических услуг, таких как диагностика и мониторинг. Удаленный мониторинг, также известный как самоконтроль или тестирование, позволяет медицинским работникам дистанционно наблюдать за пациентом с помощью различных технологических устройств. Этот метод в основном используется для лечения хронических заболеваний или специфических состояний, таких как болезни сердца, сахарный диабет или астма. Эти услуги могут обеспечить результаты для здоровья, сопоставимые с традиционными очными встречами с пациентами, обеспечить большее удовлетворение пациентов и могут быть экономически эффективными.
Телереабилитация (или электронная реабилитация — это предоставление реабилитационных услуг по телекоммуникационным сетям и Интернету. Большинство видов услуг делятся на две категории: клиническая оценка (функциональные способности пациента в его или её окружении) и клиническая терапия. Вот некоторые области реабилитационной практики, в которых изучалась телереабилитация: нейропсихология, патология речи, аудиология, трудотерапия и физиотерапия. Телереабилитация может обеспечить терапию людям, которые не могут поехать в клинику из-за инвалидности пациента или из-за времени в пути. Телереабилитация также позволяет специалистам по реабилитации участвовать в клинической консультации на расстоянии.

### Информатика в клинических исследованиях
Информатика клинических исследований (CRI) — это раздел информатики здравоохранения, который пытается повысить эффективность клинических исследований с помощью методов информатики. Некоторые из проблем, решаемых CRI, следующие: создание хранилищ данных о здравоохранении, которые могут быть использованы для исследований, поддержка сбора данных в клинических испытаниях с использованием систем электронного сбора данных, оптимизация этических одобрений и продлений (в Соединенных Штатах ответственным органом является местный институциональный наблюдательный совет), ведение хранилищ данных прошлых клинических испытаний (не идентифицированных). CRI — довольно новая отрасль информатики, и она столкнулась с трудностями роста, как и любая перспективная область. Некоторые проблемы, с которыми сталкивается CRI, — это способность статистиков и архитекторов компьютерных систем работать с персоналом клинических исследований при проектировании системы и отсутствие финансирования для поддержки разработки новой системы. Исследователям и команде по информатике трудно координировать планы и идеи, чтобы разработать систему, которая была бы проста в использовании для исследовательской группы, но при этом соответствовала системным требованиям компьютерной команды. Недостаток финансирования может стать препятствием для развития CRI. Многие организации, проводящие исследования, изо всех сил пытаются получить финансовую поддержку для проведения исследования, не говоря уже о том, чтобы инвестировать эти деньги в информационную систему, которая не принесет им больше дохода или не улучшит результаты исследования (Embi, 2009). Способность интегрировать данные из нескольких клинических испытаний является важной частью информатики клинических исследований. Инициативы, такие как PhenX Toolkit и Информационная система измерения результатов, сообщаемых пациентами, инициировали общие усилия по улучшению вторичного использования данных, собранных в прошлых клинических испытаниях на людях. Инициативы CDE, например, направлены на то, чтобы разработчики клинических испытаний могли использовать стандартизированные исследовательские инструменты (форма отчета о случае). Параллельными усилиями по стандартизации способа сбора данных являются инициативы, которые предлагают неидентифицированные данные клинических исследований на уровне пациентов для загрузки исследователями, которые хотят повторно использовать эти данные. Примерами таких платформ являются Project Data Sphere, dbGaP, Import или запрос данных клинического исследования. Проблемы информатики в форматах данных для обмена результатами (обычные CSV-файлы, одобренные FDA форматы, такие как модель табуляции данных исследования CDISC) являются важными проблемами в области информатики клинических исследований. Существует ряд мероприятий в рамках клинических исследований, которые CRI поддерживает, в том числе:
- более эффективный сбор и комплектование данных
- улучшение набора персонала для участия в клинических испытаниях
- оптимальная разработка протокола и эффективное управление
- набор пациентов и управление ими
- сообщение о неблагоприятных событиях
- соответствие нормативным требованиям
- хранение, передача данных[12]
- хранилища данных завершенных клинических испытаний (для вторичных анализов)

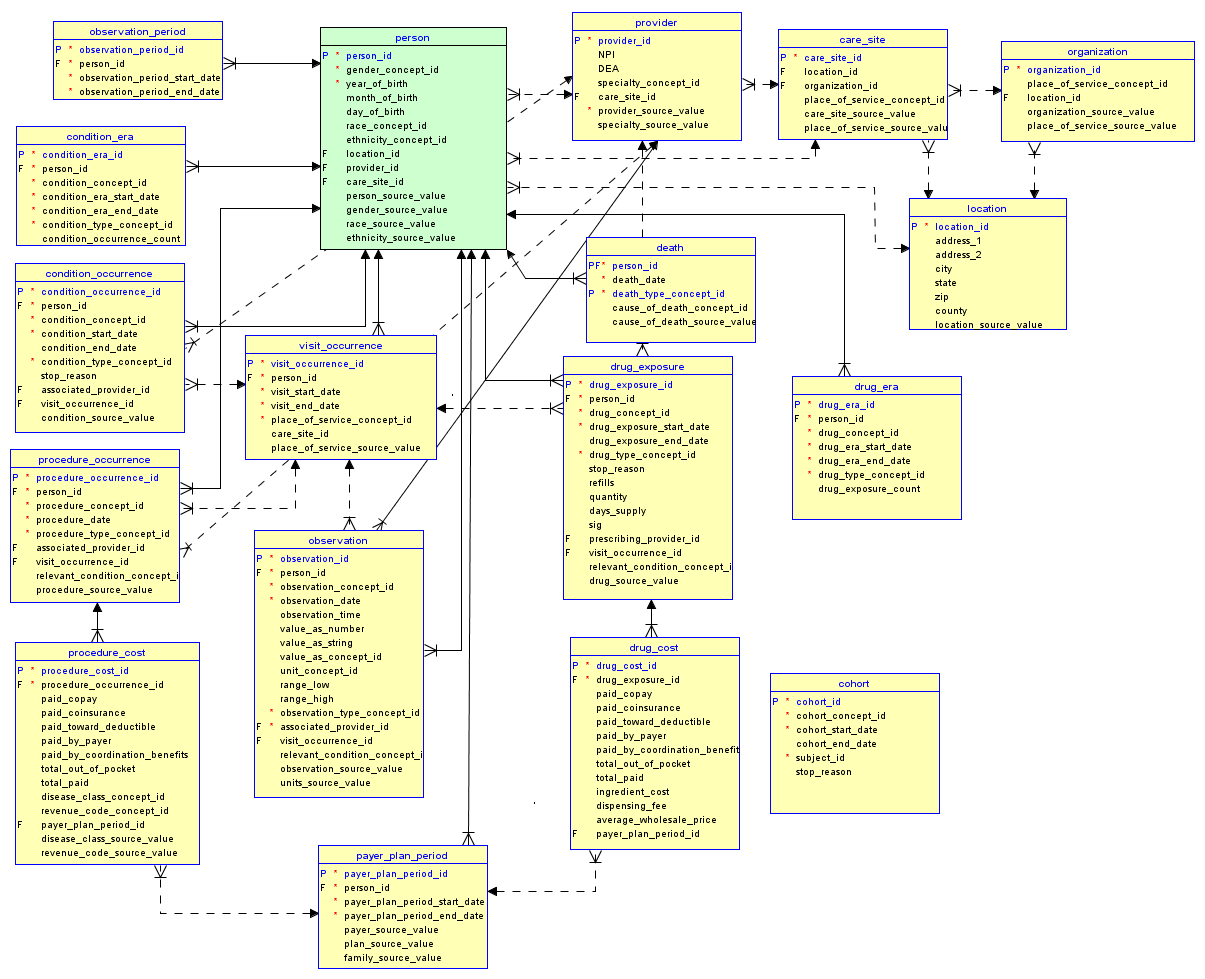
Пример схемы «интегрированного хранилища данных» (IDR)

Одним из фундаментальных элементов биомедицинских и переводческих исследований является использование интегрированных хранилищ данных. Исследование, проведенное в 2010 году, определило «интегрированное хранилище данных» (IDR) как хранилище данных, объединяющее различные источники клинических данных для поддержки запросов по целому ряду функций, похожих на исследовательские. Интегрированные хранилища данных — это сложные системы, разработанные для решения множества проблем, начиная от управления идентификацией, защиты конфиденциальности, семантической и синтаксической сопоставимости данных из разных источников и, самое главное, удобного и гибкого запроса. Развитие области клинической информатики привело к созданию больших наборов данных с данными электронной медицинской карты, интегрированными с другими данными (такими как геномные данные). Типы хранилищ данных включают хранилища оперативных данных (ODSS), хранилища клинических данных (CDWs), витрины клинических данных и клинические реестры.[19] Хранилища оперативных данных, созданные для извлечения, передачи и загрузки перед созданием склада или витрин данных. Хранилища клинических реестров существуют уже давно, но их содержимое специфично для конкретного заболевания и иногда считается архаичным. Хранилища клинических данных и clinical data storages считаются быстрыми и надежными. Хотя эти крупные интегрированные хранилища оказали значительное влияние на клинические исследования, они по-прежнему сталкиваются с проблемами и барьерами. Одной из больших проблем является требование получения этического одобрения советом по институциональному обзору (IRB) для каждого исследовательского анализа, предназначенного для публикации.[20] Некоторые исследовательские ресурсы не требуют одобрения IRB. Например, CDW с данными умерших пациентов были деидентифицированы, и для их использования не требуется одобрение IRB. Ещё одна проблема — это качество данных. Методы, учитывающие предвзятость (например, использование методов сопоставления показателей склонности), предполагают, что собрана полная медицинская карта. Инструменты, которые проверяют качество данных (например, указывают на недостающие данные), помогают в выявлении проблем с качеством данных.

### Трансляционная биоинформатика
Трансляционная биоинформатика (TBI) — относительно новая область, которая появилась в 2000 году, когда была опубликована последовательность генома человека. Обычно используемое определение ЧМТ является пространным и может быть найдено на веб-сайте AMIA. Проще говоря, ЧМТ можно было бы определить как сбор колоссальных объёмов данных, связанных со здоровьем (биомедицинских и геномных), и перевод этих данных в индивидуально подобранные клинические объекты. Сегодня область ЧМТ подразделяется на четыре основные темы, которые кратко описаны ниже:
- Клинические большие данные — это набор электронных медицинских записей, которые используются для инноваций. Основанный на фактических данных подход, который в настоящее время практикуется в медицине, предлагается объединить с практической медициной для достижения лучших результатов для пациентов. Как объясняет генеральный директор калифорнийской компании Apixio, занимающейся когнитивными вычислениями, Даррен Шутле, уход может быть лучше адаптирован к пациенту, если данные могут быть собраны из различных медицинских записей, объединены и проанализированы. Кроме того, комбинация подобных профилей может служить основой для персонализированной медицины, указывающей на то, что работает, а что нет при определённом заболевании (Marr, 2016).
- Геномика в клинической помощи
Геномные данные используются для идентификации генов, вовлеченных в неизвестные или редкие состояния/синдромы. В настоящее время наиболее активной областью использования геномики является онкология. Идентификация геномного секвенирования рака может определить причины чувствительности и резистентности к лекарственным средствам в процессе онкологического лечения.
- Omics for drugs discovery and repurposing
 Повторное использование препарата — привлекательная идея, которая позволяет фармацевтическим компаниям продавать уже одобренный препарат для лечения другого состояния / заболевания, для которого препарат изначально не был одобрен FDA. Наблюдение за «молекулярными сигнатурами при заболевании и сравнение их с сигнатурами, наблюдаемыми в клетках» указывает на возможность способности лекарства излечивать и/или облегчать симптомы заболевания.
- Персонализированное геномное тестирование
В США несколько компаний предлагают услуги «напрямую потребителю» (DTC) генетическое тестирование. Компания, которая проводит большую часть тестирования, называется 23andMe. Использование генетического тестирования в здравоохранении вызывает множество этических, юридических и социальных проблем; один из главных вопросов заключается в том, готовы ли поставщики медицинских услуг включать предоставленную пациентом геномную информацию, обеспечивая при этом непредвзятую (несмотря на глубокие знания генома) и высококачественную помощь. Задокументированные примеры включения такой информации в процесс оказания медицинской помощи показали как положительное, так и отрицательное воздействие на общие результаты, связанные со здравоохранением.

### Поддержка принятия решений, искусственный интеллект и машинное обучение в здравоохранении
Смотрите также: Искусственный интеллект в сфере здравоохранения

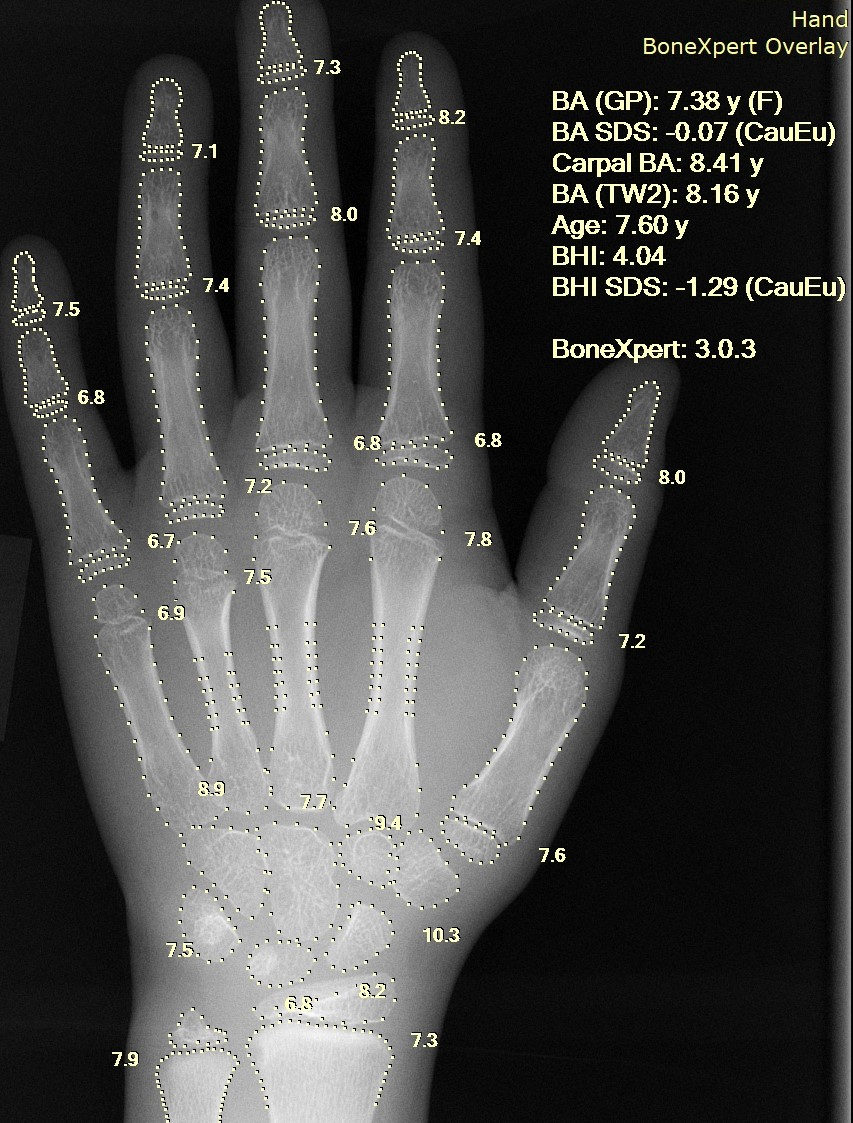
Рентгенограмма руки с автоматическим расчетом костного возраста с помощью компьютерной программы

Пионером в использовании искусственного интеллекта в здравоохранении был американский биомедицинский информатик Эдвард Х. Шортлифф. Эта область связана с использованием алгоритмов машинного обучения и искусственного интеллекта для имитации человеческого познания при анализе, интерпретации и понимании сложных медицинских данных и данных здравоохранения. В частности, ИИ — это способность компьютерных алгоритмов аппроксимировать выводы, основанные исключительно на входных данных. Программы искусственного интеллекта применяются в таких областях, как процессы диагностики, разработка протоколов лечения, разработка лекарств, персонализированная медицина, а также мониторинг и уход за пациентами. Большая часть отраслевого внимания внедрения ИИ в секторе здравоохранения сосредоточена на системах поддержки принятия клинических решений. По мере сбора большего количества данных алгоритмы машинного обучения адаптируются и обеспечивают более надежные ответы и решения. Многие компании изучают возможности использования больших данных в сфере здравоохранения. Многие компании изучают рыночные возможности в сферах «технологий оценки, хранения, управления и анализа данных», которые являются важнейшими частями отрасли здравоохранения. Многие компании изучают возможности использования больших данных в сфере здравоохранения. Многие компании изучают рыночные возможности в сферах «технологий оценки, хранения, управления и анализа данных», которые являются важнейшими частями отрасли здравоохранения.
Примеры крупных компаний, которые внесли свой вклад в алгоритмы ИИ для использования в здравоохранении:
- IBM Watson Oncology находится в стадии разработки в Мемориальном онкологическом центе имени Слоуна — Кеттеринга и Кливлендской клинике. IBM также сотрудничает с CVS Health над применением искусственного интеллекта при лечении хронических заболеваний и с Johnson & Johnson над анализом научных работ, чтобы найти новые связи для разработки лекарств. В мае 2017 года IBM и Политехнический институт Ренсселера начали совместный проект под названием «Расширение прав и возможностей в области здравоохранения с помощью аналитики, обучения и семантики» (HEALS), целью которого является изучение использования технологии искусственного интеллекта для улучшения здравоохранения.
- Ганноверский проект Microsoft в партнерстве с Орегонским университетом здравоохранения и науки анализирует медицинские исследования, чтобы спрогнозировать наиболее эффективные варианты медикаментозного лечения рака для пациентов. Другие проекты включают анализ медицинских изображений прогрессирования опухоли и разработку программируемых клеток.
- Платформа DeepMind от Google используется Национальной службой здравоохранения Великобритании для выявления определенных рисков для здоровья с помощью данных, собранных с помощью мобильного приложения. Второй проект с NHS включает анализ медицинских изображений, собранных у пациентов NHS, для разработки алгоритмов компьютерного зрения для обнаружения раковых тканей.
- Tencent работает над несколькими медицинскими системами и сервисами. К ним относятся AI Medical Innovation System (AIMIS), служба диагностической медицинской визуализации на базе искусственного интеллекта; WeChat Intelligent Healthcare; и Tencent Doctorwork
- Подразделение венчурного капитала Intel Intel Capital недавно инвестировало в стартап Lumiata, который использует искусственный интеллект для выявления пациентов из группы риска и разработки вариантов лечения.
- Компания Kheiron Medical разработала программное обеспечение для глубокого обучения для выявления рака молочной железы на маммограммах.
- Фрактальная аналитика инкубировала Qure.ai который фокусируется на использовании глубокого обучения и искусственного интеллекта для улучшения радиологии и ускорения анализа диагностических рентгеновских снимков.

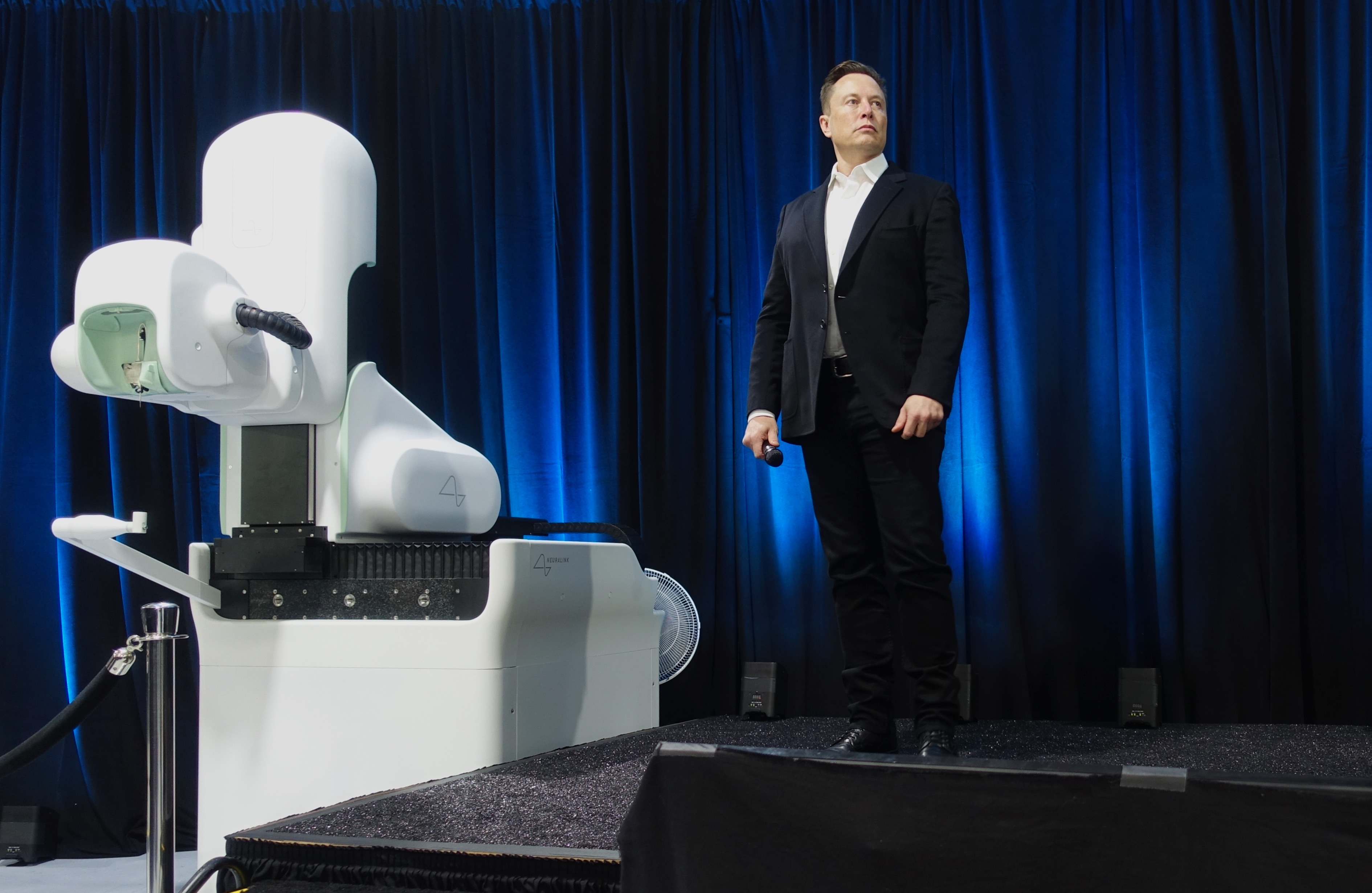
Илон Маск представил робота-хирурга, который имплантирует мозговой чип Neurolink

- Компания Neuralink разработала нейропротез следующего поколения, который сложным образом взаимодействует с тысячами нервных путей в мозге.[18] Их технология позволяет высокоточному хирургическому роботу вставлять чип размером примерно с четверть дюйма вместо куска черепа, чтобы избежать случайной травмы.[18]

### Обработка медицинских сигналов
Важным применением информационной инженерии в медицине является обработка медицинских сигналов. Это относится к генерации, анализу и использованию сигналов, которые могут принимать различные формы, такие как изображение, звук, электрические или биологические.

### Вычисление медицинских изображений и информатика визуализации
Информатика медицинских изображений и компьютеризация медицинских изображений разрабатывают вычислительные и математические методы для решения проблем, связанных с медицинскими изображениями и их использованием для биомедицинских исследований и клинической помощи. Эти области направлены на извлечение клинически значимой информации или знаний из медицинских изображений и компьютерный анализ изображений. Методы могут быть сгруппированы в несколько широких категорий: сегментация изображений, регистрация изображений, физиологическое моделирование на основе изображений и другие.

### Единая медицинская информационно-аналитическая система в России
Наряду с разработкой информационных систем департаменты информационных технологий и здравоохранения Москвы договорились о разработке системы, которая улучшила бы общественные услуги медицинских учреждений. Решая проблемы, возникающие в существующей системе, правительство Москвы распорядилось разработать систему, которая обеспечит упрощенную электронную запись в государственные клиники и автоматизирует работу медицинских работников на первом уровне.
Система, разработанная для этих целей, называлась ЕМИАС (Единая медицинская информационно-аналитическая система) и представляет собой электронную медицинскую карту с большинством других услуг, установленных в системе, которая управляет потоком пациентов, содержит интегрированную в систему амбулаторную карту и предоставляет возможность управлять консолидированным управленческим учетом и персонализированный список медицинской помощи. Кроме того, система содержит информацию о доступности медицинских учреждений и различных врачей.
Внедрение системы началось в 2013 году с организации единой компьютерной базы данных для всех пациентов в городе, включая интерфейс для пользователей. ЕМИАС был внедрен в Москве и области, и планируется, что проект должен распространиться на большую часть страны.

### Инициативы стран
Европа — Европейская федерация медицинской информатики
Бразилия — Бразильское общество информатики здравоохранения
Индия — Индийская ассоциация медицинской информатики
Китай — Информатика здравоохранения в Китае

### Связанные понятия
- Улучшение клинической документации
- Непрерывность медицинской документации (CCR)
- Группа, связанная с диагностикой (DRG)
- Электронное здравоохранение
- Обмен медицинской информацией (HIE)
- Управление медицинской информацией (HIM)
- Информационная система управления человеческими ресурсами здравоохранения (HRH)
- Международная классификация болезней (МКБ)
- Национальный минимальный набор данных
- Нейроинформатика
- Нозология
- Документация по сестринскому делу
- Личная медицинская карта (PHR)

### Стандарты клинических данных
- DICOM
- HL7
- openEHR
- Сеть показателей здоровья
- Наблюдение за сетью здравоохранения
- Ресурсы быстрой совместимости здравоохранения (FHIR)
- Интеграция предприятия здравоохранения
- Система Омахи
- en:SNOMED
- en:xDT

### Алгоритмы
- Алгоритм сбора данных